# Club Baloncesto Sevilla 2005-2006
Questa voce raccoglie le informazioni riguardanti il Club Baloncesto Sevilla nelle competizioni ufficiali della stagione 2005-2006.

## Stagione
La stagione 2005-2006 del Club Baloncesto Sevilla è la 17ª nel massimo campionato spagnolo di pallacanestro, la Liga ACB.
All'inizio della nuova stagione la Federazione decise di abolire la distinzione riguardo ai giocatori comunitari, estendendo la classificazione a tutti i Paesi appartenenti alla FIBA Europe.

## Roster
Aggiornato al 30 luglio 2021.
| Caja San Fernando 2005-06 | Caja San Fernando 2005-06 |
| Giocatori                 | Staff tecnico             |
| ------------------------- | ------------------------- |

| N. | Naz.                   | Ruolo | Nome               | Anno | Alt.   | Peso   |  |
| -- | ---------------------- | ----- | ------------------ | ---- | ------ | ------ |  |
| 5  | Spagna (bandiera)      | AP    | Carlos Cazorla     | 1977 | 197 cm | 94 kg  |  |
| 6  | Spagna (bandiera)      | P     | Carles Marco       | 1974 | 180 cm |        |  |
| 7  | Regno Unito (bandiera) | AG    | Darren Phillip     | 1978 | 201 cm | 106 kg |  |
| 8  | Spagna (bandiera)      | P     | Carlos Cherry      | 1979 | 184 cm | 82 kg  |  |
| 9  | Spagna (bandiera)      | A     | Raúl Pérez (C)     | 1968 | 198 cm |        |  |
| 10 | Croazia (bandiera)     | AP    | Branimir Longin    | 1978 | 196 cm |        |  |
| 11 | Spagna (bandiera)      | P     | Antonio Bustamante | 1984 | 182 cm |        |  |
| 12 | Lettonia (bandiera)    | C     | Kaspars Cipruss    | 1982 | 210 cm | 105 kg |  |
| 13 | Australia (bandiera)   | C     | Chris Anstey       | 1975 | 213 cm | 116 kg |  |
| 14 | Lituania (bandiera)    | G     | Donatas Slanina    | 1977 | 193 cm | 95 kg  |  |
| 15 | Grecia (bandiera)      | C     | Giannīs Giannoulīs | 1976 | 208 cm | 116 kg |  |
| 20 | Grecia (bandiera)      | AC    | Nestoras Kommatos  | 1977 | 203 cm | 110 kg |  |
| 23 | Stati Uniti (bandiera) | AG    | Lou Roe            | 1972 | 201 cm | 100 kg |  |
| 42 | Stati Uniti (bandiera) | C     | A.J. Bramlett      | 1977 | 208 cm | 103 kg |  |
| -  | Spagna (bandiera)      | C     | Josep Mestres      | 1985 | 208 cm |        |  |
| -  | Spagna (bandiera)      | G     | Mario Plata        | 1987 | 190 cm |        |  |
| -  | Spagna (bandiera)      | C     | Antonio José Sosa  | 1985 | 203 cm |        |  |

| Allenatore                                                            |
| - Javier Fijo (fino al 18 novembre) - Manel Comas (dal 18 novembre)   |
| Assistente/i                                                          |
| - Antonio Jarana Legenda - (C) Capitano - (IN) Inattivo - Infortunato |

## Mercato

### Sessione estiva
| Acquisti | Acquisti           | Acquisti          | Acquisti      | Acquisti |
| R.a      | Nome               | da                | Modalità      |          |
| -------- | ------------------ | ----------------- | ------------- | -------- |
| C        | A.J. Bramlett      | Lleida            | definitivo    |          |
| P        | Carles Marco       | Joventut Badalona | definitivo    |          |
| AP       | Branimir Longin    | Cibona Zagabria   | definitivo    |          |
| P        | Antonio Bustamante | Ourense           | fine prestito |          |

| Cessioni | Cessioni           | Cessioni                             | Cessioni       | Cessioni |
| R.       | Nome               | a                                    | Modalità       |          |
| -------- | ------------------ | ------------------------------------ | -------------- | -------- |
| PG       | Matt Santangelo    | Nuova A.M.G. Sebastiani Basket Rieti | fine contratto |          |
| AG       | Andy Panko         | Bilbao Berri                         | fine contratto |          |
| C        | Robert Maras       | Minorca                              | fine contratto |          |
| P        | Antonio Bustamante | Clavijo                              | prestito       |          |

### Dopo l'inizio della stagione
| Acquisti | Acquisti           | Acquisti          | Acquisti        | Acquisti   |
| R.       | Nome               | da                | Data            | Modalità   |
| -------- | ------------------ | ----------------- | --------------- | ---------- |
| AC       | Nestoras Kommatos  | Fortitudo Bologna | 20 gennaio 2006 | definitivo |
| C        | Giannīs Giannoulīs | Free agent        | gennaio 2006    | definitivo |
| C        | Chris Anstey       | Melbourne Tigers  | 17 marzo 2006   | definitivo |

| Cessioni | Cessioni          | Cessioni   | Cessioni        | Cessioni    |
| R.       | Nome              | a          | Data            | Modalità    |
| -------- | ----------------- | ---------- | --------------- | ----------- |
| C        | A.J. Bramlett     | Free agent | 17 gennaio 2006 | rescissione |
| AC       | Nestoras Kommatos | Free agent | 28 marzo 2006   | rescissione |